# Сарнаки (гмина)
Сарнаки (пол. Sarnaki) — сельская гмина (волость) в Польше, входит как административная единица в Лосицкий повет, Мазовецкое воеводство. Население — 5302 человека (на 2004 год).

## Демография
| Перепись                       | Всего   | Всего | Женщины | Женщины | Мужчины | Мужчины |
| ------------------------------ | ------- | ----- | ------- | ------- | ------- | ------- |
| Единицы                        | человек | %     | человек | %       | человек | %       |
| Население                      | 5302    | 100   | 2673    | 50,4    | 2629    | 49,6    |
| Плотность населения (чел./км²) | 26,9    | 26,9  | 13,5    | 13,5    | 13,3    | 13,3    |

## Соседние гмины
1. Гмина Константынув
2. Гмина Мельник
3. Гмина Плятерув
4. Гмина Семятыче
5. Гмина Стара-Корница